# Lista regiunilor din Australia de Vest

## Lista regiunilor administrative dinAustralia de Vest
| - City of Albany - City of Armadale - Shire of Ashburton - Shire of Augusta-Margaret River - Town of Bassendean - City of Bayswater - City of Belmont - Shire of Beverley - Shire of Boddington - Shire of Boyup Brook - Shire of Bridgetown-Greenbushes - Shire of Brookton - Shire of Broome - Shire of Broomehill - Shire of Bruce Rock - City of Bunbury - Shire of Busselton - Town of Cambridge - City of Canning - Shire of Capel - Shire of Carnamah - Shire of Carnarvon - Shire of Chapman Valley - Shire of Chittering - Town of Claremont - City of Cockburn - Shire of Collie - Shire of Coolgardie - Shire of Coorow - Shire of Corrigin - Town of Cottesloe - Shire of Cranbrook - Shire of Cuballing - Shire of Cue - Shire of Cunderdin - Shire of Dalwallinu - Shire of Dandaragan - Shire of Dardanup - Shire of Denmark - Shire of Derby-West Kimberley - Shire of Donnybrook-Balingup - Shire of Dowerin - Shire of Dumbleyung - Shire of Dundas - Town of East Fremantle - Shire of East Pilbara - Shire of Esperance - Shire of Exmouth | - City of Fremantle - City of Geraldton - Shire of Gingin - Shire of Gnowangerup - Shire of Goomalling - City of Gosnells - Shire of Greenough - Shire of Halls Creek - Shire of Harvey - Shire of Irwin - Shire of Jerramungup - City of Joondalup - Shire of Kalamunda - City of Kalgoorlie-Boulder - Shire of Katanning - Shire of Kellerberrin - Shire of Kent - Shire of Kojonup - Shire of Kondinin - Shire of Koorda - Shire of Kulin - Town of Kwinana - Shire of Lake Grace - Shire of Laverton - Shire of Leonora - City of Mandurah - Shire of Manjimup - Shire of Meekatharra - City of Melville - Shire of Menzies - Shire of Merredin - Shire of Mingenew - Shire of Moora - Shire of Morawa - Town of Mosman Park - Shire of Mount Magnet - Shire of Mount Marshall - Shire of Mukinbudin - Shire of Mullewa - Shire of Mundaring - Shire of Murchison - Shire of Murray - Shire of Nannup - Shire of Narembeen - Shire of Narrogin - Town of Narrogin - City of Nedlands - Shire of Ngaanyatjarraku | - Shire of Northam - Town of Northam - Shire of Northampton - Shire of Nungarin - Shire of Peppermint Grove - Shire of Perenjori - City of Perth - Shire of Pingelly - Shire of Plantagenet - Town of Port Hedland - Shire of Quairading - Shire of Ravensthorpe - City of Rockingham - Shire of Roebourne - Shire of Sandstone - Shire of Serpentine Jarrahdale - Shire of Shark Bay - City of South Perth - City of Stirling - City of Subiaco - City of Swan - Shire of Tambellup - Shire of Tammin - Shire of Three Springs - Shire of Toodyay - Shire of Trayning - Shire of Upper Gascoyne - Town of Victoria Park - Shire of Victoria Plains - Town of Vincent - Shire of Wagin - Shire of Wandering - City of Wanneroo - Shire of Waroona - Shire of West Arthur - Shire of Westonia - Shire of Wickepin - Shire of Williams - Shire of Wiluna - Shire of Wongan-Ballidu - Shire of Woodanilling - Shire of Wyalkatchem - Shire of Wyndham-East Kimberley - Shire of Yalgoo - Shire of Yilgarn - Shire of York |